# Somewhere in California
Somewhere in California —en español: En algún lugar de California— es el décimo álbum de estudio de la banda estadounidense de hard rock Night Ranger  y fue publicado en 2011 por King Records en Japón mientras que Frontiers Records lo hizo a nivel mundial.

## Grabación y publicación
La banda grabó este disco para conmemorar el trigésimo aniversario de la misma, realizando giras antes y después de la publicación de Somewhere in California junto a bandas como Journey y Foreigner en América, Asia y Europa. En la grabación de este álbum participaron el guitarrista Joel Hoekstra y el tecladista Eric Levy en sustitución de Reb Beach y Michael Lardie.
Al igual que otras producciones anteriores del grupo, Somewhere in California se lanzó en diferente fecha según la región del mundo; en Japón el 6 de junio de 2011,  en el continente europeo el día 17 y por último en Estados Unidos tres días después.

## Recepción
Tuvieron que pasar veintitrés años para que un álbum de Night Ranger entrara en los listados de Billboard —el último fue Man in Motion en 1988—, llegando apenas al lugar 179.º del Billboard 200,  aunque también se enlistó en el Top Hard Rock Albums y Top Independents Albums, ubicándose en los puestos 18.º y 34.º respectivamente. A diferencia de lo que ocurrió en EE. UU., Somewhere in California obtuvo más crédito en Japón, sitiándose en la 33.ª posición en el Oricon Albums Chart.
El editor de Allmusic David Jeffries realizó una crítca a este álbum, diciendo que «Somewhere in California es no sólo un ‹regreso a los inicios› que necesitaba la banda, sino que es un ‹disco regreso a la forma› con algunas ráfagas de alivio y orgullo.»  Jeffries calificó a este material discográfico con una puntuación de 3.5 estrellas de 5 posibles.

## Lista de canciones
| Versión internacional |                              |                                         |          |  |
| N.º                   | Título                       | Escritor(es)                            | Duración |  |
| 1.                    | «Growin' Up in California»   | Jack Blades / Will Evankovich           | 4:25     |  |
| 2.                    | «Lay It on Me»               | Blades / Kelly Keagy / Brad Gillis      | 4:36     |  |
| 3.                    | «Bye Bye Baby (Not Tonight)» | Blades / Keagy / Gillis                 | 4:34     |  |
| 4.                    | «Follow Your Heart»          | Blades / Keagy / Gillis / Joel Hoekstra | 6:45     |  |
| 5.                    | «Time of Our Lives»          | Blades / Keagy / Gillis / Colin Blades  | 5:15     |  |
| 6.                    | «No Time to Lose»            | Blades / Keagy / Gillis                 | 4:29     |  |
| 7.                    | «Live for Today»             | Blades / Keagy / Gillis                 | 6:03     |  |
| 8.                    | «It's Not Over»              | Blades / Keagy / Gillis                 | 4:34     |  |
| 9.                    | «End of the Day»             | Blades / Keagy / Gillis / Jeff Carlisi  | 4:07     |  |
| 10.                   | «Rock & Roll Tonight»        | Blades / Keagy / Gillis                 | 4:11     |  |
| 11.                   | «Say It with Love»           | Blades / Keagy / Gillis / Hoekstra      | 5:17     |  |
| 54:22                 |                              |                                         |          |  |

| Versión japonesa |                |              |          |  |
| N.º              | Título         | Escritor(es) | Duración |  |
| 12.              | «L.A. No Name» | Jack Blades  |          |  |

## Créditos

### Night Ranger
- Jack Blades — voz principal, bajo y coros.
- Kelly Keagy — voz principal, batería y coros.
- Brad Gillis — guitarra y coros.
- Joel Hoekstra — guitarra.
- Eric Levy — teclados.

### Músico adicional
- Will Evankovich — guitarra.

### Personal de producción
- Night Ranger — productor.
- James Blades — productor ejecutivo y administración.
- Anthony Focx — mezcla, masterización y edición digital.
- Richard Mace — trabajo de arte y diseño.
- Monique Larroux — fotógrafa.
- Ross Pelton — fotógrafo.
- Doc McGhee — administración.
- Milton E. Olin, Jr. — asesor legal.

## Posicionamiento
| Año  | País           | Lista                            | Posición máxima |
| ---- | -------------- | -------------------------------- | --------------- |
| 2011 | Estados Unidos | Billboard 200                    | 179.º           |
| 2011 | Estados Unidos | Billboard Top Hard Rock Albums   | 18.º            |
| 2011 | Estados Unidos | Billboard Top Independent Albums | 34.º            |
| 2011 | Japón          | Oricon Albums Chart              | 33.º            |